# Meridiano 99 W
O meridiano 99 W é um meridiano que, partindo do Polo Norte, atravessa o Oceano Ártico, América do Norte, Oceano Pacífico, Oceano Antártico, Antártida e chega ao Polo Sul. Forma um círculo máximo com o Meridiano 81 E.
Começando no Polo Norte, o meridiano 99º Oeste tem os seguintes cruzamentos:
| País, território ou mar | Notas |
| ----------------------- | --- |
| Oceano Ártico           | |
| Canadá                  | Ilha Meighen, Nunavut |
| Canal de Peary          | |
| Hassel Sound            | |
| Canadá                  | Ilha Ellef Ringnes, Nunavut |
| Mar sem designação      | |
| Canadá                  | Ilha Ricards e Ilha Bathurst, Nunavut                                                                                          |
| Canal de Parry          | Passa a oeste da Ilha Young, Nunavut, Canadá · Passa a leste da Ilha Hamilton, Nunavut, Canadá                                 |
| Canadá                  | Ilha Russell, Ilha Mecham e Ilha Príncipe de Gales, Nunavut                                                                    |
| Larsen Sound            | |
| Estreito Victoria       | |
| Canadá                  | Ilha King William, Nunavut |
| Golfo da Rainha Maud    | |
| Canadá                  | Ilha O'Reilly, Nunavut |
| Golfo da Rainha Maud    | |
| Canadá                  | Nunavut Manitoba - passa no Lago Winnipeg                                                                                      |
| Estados Unidos          | North Dakota South Dakota Nebraska Kansas Oklahoma Texas                                                                       |
| México                  | Tamaulipas Nuevo León Tamaulipas San Luis Potosí Hidalgo México Hidalgo México Distrito Federal Morelos Puebla Guerrero Puebla |
| Oceano Pacífico         | |
| Oceano Antártico        | |
| Antártida               | Território não reclamado |